# Estonia na Letniej Uniwersjadzie 2007
Estonię na Letniej Uniwersjadzie w Bangkoku reprezentowało zawodników. Estończycy zdobyli 2 medale (1 srebrny, 1 brązowy)

## Medale

### Srebro
- Margit Rüütel - tenis, gra pojedyncza

### Brąz
- Märt Israel - lekkoatletyka, rzut dyskiem